# Giovanni Maria Filippi

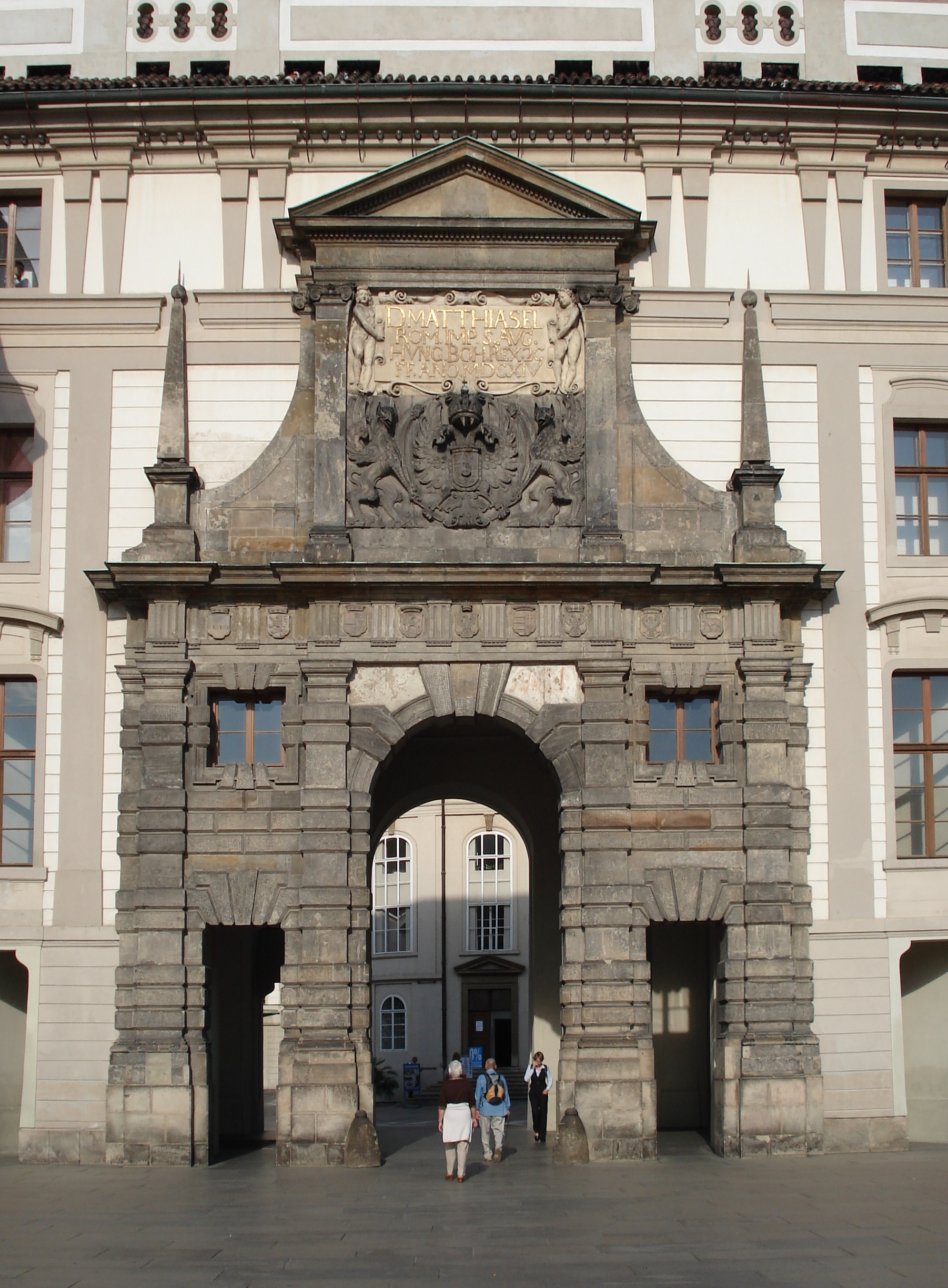
La porta di Mattia al castello di Praga.

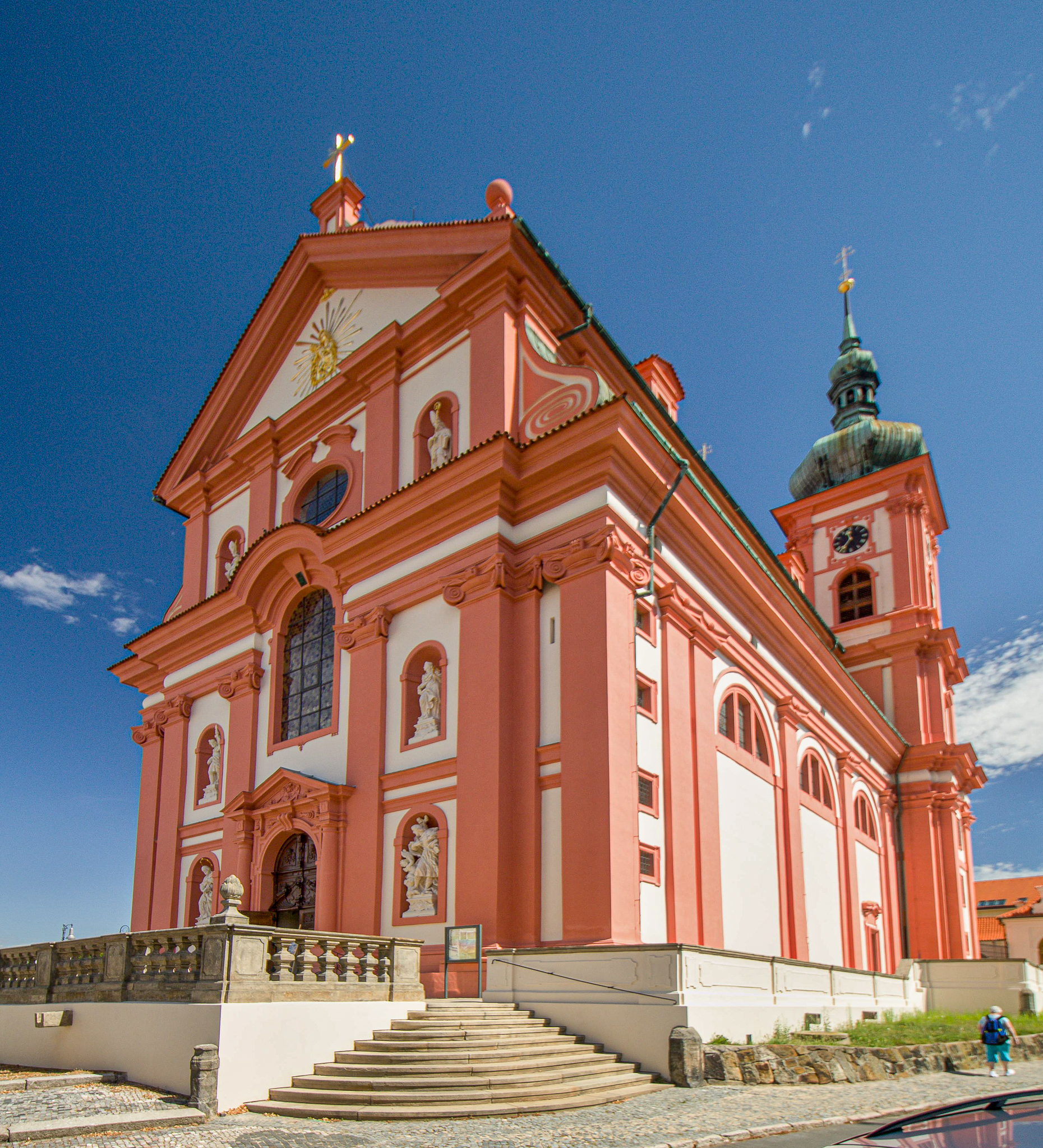
La basilica dell'Assunzione di Maria a Stará Boleslav.

Giovanni Maria Filippi (Dasindo, 1565 circa – dopo il 1620) è stato un architetto italiano. Fu l'architetto più importante di Boemia e Moravia nei due primi decenni del XVII secolo. Ebbe il merito di andare oltre i canoni dell'architettura gotica e di importare dall'Italia soluzioni rinascimentali e barocche.

## Biografia
Nacque verso il 1565 a Dasindo, nel Trentino, figlio di Bartolomeo e di Pasqua. Per la sua formazione si ipotizza un tirocinio da scalpellino a Innsbruck, senza escludere una possibile formazione a Trento. La prima opera nota sono i lavori nella chiesa dell'Assunta di Dasindo, di cui nel 1586 firmò l'edicola del portale.
Verso il 1600 si trasferì a Roma; nel 1602 fu invitato dall'imperatore Rodolfo II a Praga e vi si trasferì con la moglie Biagia e i figli Antonio e Maria; successivamente si unì alla famiglia il fratello Antonio, scalpellino. Nel marzo 1602 ebbe l'incarico di architetto e costruttore del castello di Praga, dove seguì i progetti di ampliamento di Giovanni Gargiolli.
Tra l'estate del 1610 e il luglio del 1611, rimasto vedovo, tornò in Italia al seguito dell'imperatore. Nel viaggio di ritorno si soffermò a Monaco di Baviera e a Innsbruck.
Questo è il periodo più fecondo dell'attività di Giovanni Maria Filippi, in cui realizzò a Praga la chiesa luterana della Santissima Trinità, oggi chiesa di Santa Maria della Vittoria e la porta di Mattia, costruita negli anni 1613-1614. Essa è simile alle porte del Libro extraordinario di Sebastiano Serlio, ma presenta già elementi barocchi.
Dopo la morte di Rodolfo II nel gennaio 1612 passò al servizio dell'imperatore Mattia, restando a Praga fino alla fine del 1616. Nel marzo 1613 tornò nuovamente in Italia e portò poi a Praga la seconda moglie e il figlio. Nel marzo 1617 era a Brno, probabilmente su richiesta del principe Carlo di Liechtenstein. Lavorò al Castello di Lednice, proprietà della casa di Liechtenstein.

## Opere
- Ampliamento chiesa di Santa Maria Assunta, a Dasindo
- Chiesa di san Rocco a Strahov (1602-11)
- II cortile del castello di Praga (1602 – 1605)
- Sala spagnola del castello di Praga (1604-1606)
- castello di Brandýs nad Labem
- castello di Přerov nad Labem
- castello di Lysá nad Labem
- castello di Benátky nad Jizerou
- castello di Chlumec nad Cidlinou (Vysoký Chlumec)
- mulino reale di Praga – Bubeneč
- ristrutturazione della chiesa di Neuburg an der Donau
- castello di Linz
- casa dell'imperatore a Plzeň (1606 – 1609)
- chiesa protestante del Santissimo Salvatore, Praga
- convento di Santa Caterina delle agostianiane, Praga
- nuovo convento di San Tommaso degli agostiniani, Praga
- ricostruzione del castello di Innsbruck (1611)
- Castrum doloris, mausoleo di Rodolfo II (1612) nella cattedrale di San Vito
- porta di Mattia, Praga (1613 – 1616)
- chiesa luterana della Santissima Trinità, Praga (1611-1613)
- Municipio della Città Piccola, Praga (1616, progetto)
- castello di Moravská Třebová
- basilica dell'Assunzione di Maria, Stará Boleslav
- casa su Široká ulica, Brno
- villa Liechtenstein, Lednice
- chiesa della Natività della Vergine Maria e cripta Liechtenstein, Vranov, (1621-1630)
- chiesa di San Giuseppe, Brno[2]